# Kommunalvalen i Sverige 1998
Kommunalvalen i Sverige 1998 genomfördes söndagen den 20 september 1998. Vid detta val valdes kommunfullmäktige för mandatperioden 1998–2002 i samtliga 288 kommuner. Val hölls också till kommunfullmäktige i den blivande Nykvarns kommun, som utbröts ur Södertälje kommun den 1 januari 1999.

## Valresultat
| Parti                | Parti                    | Röster             | Röster | Röster | Mandatfördelning | Mandatfördelning |
| Parti                | Parti                    | Antal              | %      | +− %   | Antal            | +−               |
| -------------------- | ------------------------ | ------------------ | ------ | ------ | ---------------- | ---------------- |
|                      | Socialdemokraterna       | 1 848 964          | 35,1   | −8,3   | 4 949            | −1 192           |
|                      | Moderata samlingspartiet | 1 177 019          | 22,3   | +2,1   | 2 588            | +210             |
|                      | Vänsterpartiet           | 539 319            | 10,2   | +4,2   | 1 334            | +578             |
|                      | Centerpartiet            | 432 407            | 8,2    | −1,9   | 1 568            | −317             |
|                      | Kristdemokraterna        | 421 783            | 8,0    | +4,8   | 1 069            | +644             |
|                      | Folkpartiet liberalerna  | 316 316            | 6,0    | −0,9   | 707              | −135             |
|                      | Miljöpartiet de Gröna    | 252 675            | 4,8    | −0,5   | 559              | −57              |
|                      | Övriga partier           | 284 171            | 5,4    | —      | 614              | —                |
| Antal giltiga röster | Antal giltiga röster     | 5 272 294          | 100,0  |        | 13 388           | -162             |
| Ogiltiga röster      | Ogiltiga röster          | 123 808            |        |        |                  |                  |
| Totalt               | Totalt                   | 5 396 102 (78,6 %) |        |        |                  |                  |

### Övriga partier
(Som fick mandat i flera kommuner)
- SPI Välfärden, 62 platser
- Norrbottens sjukvårdsparti, 18 platser
- KPMLr-Revolutionärerna, 13 platser
- Sjöbopartiet, 12 platser
- Sverigedemokraterna, 8 platser
- Framstegspartiet, 7 platser
- Socialistiska partiet, 5 platser
- Skånepartiet, 3 platser
- Sveriges kommunistiska parti, 3 platser

### Kartor
| Majoritetsförhållanden i kommunfullmäktige | Majoritetsförhållanden i kommunfullmäktige |
| 1994 | 1998 |
| --- | --- |
| | |
| S+V i absolut majoritet S+V i relativ majoritet M+C+FP+KDS i absolut majoritet M+C+FP+KDS i relativ majoritet Jämnt mellan blocken Tredje parti i relativ majoritet | S+V+MP i absolut majoritet S+V+MP i relativ majoritet M+C+FP+KD i absolut majoritet M+C+FP+KD i relativ majoritet Jämnt mellan blocken Tredje parti i relativ majoritet |